# Dorsoduro (negyed)
A Dorsoduro negyed (olaszul Sestiere di Dorsoduro, velencei alakban Sestièr de Dorsoduro) Velence Venezia-Murano-Burano községének kisebb közigazgatási egysége a város központjában. A történelmi városrész déli részén helyezkedik el a Punta della Doganától a Zattere hosszú mólóján keresztül a Santa Marta egykori falerakodó helyéig és lakónegyedéig.

## Híres utcái, terei és hídjai
Rio del Malcanton: ez az utca veszedelmes hely volt a középkorban, aki erre sétált, ki volt téve rablótámadásoknak.
Ponte dei Pugni: a hídon találkozott két ellenséges párt, a Nicolettik és a Castellanik, hogy megvívják csatájukat.
Rio de la Romite: ebben az utcában a visszavonult eremitani – ágostonrendi apácák éltek, innen a név is.
Fondamenta della Zattere: a XVI. században keletkezett, ma már sétálóutca. Akkoriban a fal nélküli várost egy külső peremmel akarták ellátni.
Fondamenta della Toletta: a part mentén vezető utat a fatáblákról nevezték el (a toletta táblát jelent). Amikor a városban még nem voltak hidak, kis faátjáró pallókat használtak a csatornákon történő átkeléshez.
Campo Santa Margherita: egyike azon kevés tereknek, melyeken még fák nőnek Velencében, hiszen városszerte a legtöbb téren egyáltalán nem található növényzet. A Santa Margherita lokáljaival ma az éjszakai élet központja.

## Nevezetességei
- Paloták: Ca'Rezzonico, Palazzo Nani Bernardo
- Templomok: Santa Maria della Salute-bazilika, Carmini, Gesuati, San Barnaba, San Nicolò dei Mendicoli, San Pantaleone, San Raffaele Arcangelo, San Sebastiano (Velence), Chiesa e Squero di San Trovaso (Velence)
- Múzeumok: Akadémiai Képtár (Gallerie dell’Accademia), Peggy Guggenheim-gyűjtemény, (Peggy Guggenheim Collection)
- Magazzini del Sale

## Érdekességek
Squero di San Trovaso: Dorsoduro negyedében fekszik a mai napig Velence régi, speciális műhelye, ahol a XVII. század óta készítik a gondolákat. A squero velencei szó, jelentése 'hajógyár'.
Sotoportego del Casin dei Nobili: a házat csak nemesek látogatták, kártyajátékbarlang és nem feltétlenül nemes ipart űző hölgyek vártak a betérőkre.